# Giovanni Pettinelli

a Compétitions nationales et continentales officielles uniquement.

b Matchs officiels uniquement.
Dernière mise à jour le 7 novembre 2024.
Giovanni Pettinelli, né le 13 mars 1996 à Venise (Italie), est un joueur international italien de rugby à XV. Il joue principalement au poste de troisième ligne aile avec Mogliano Veneto Rugby en Championnat d'Italie.

## Biographie

### Jeunesse et formation
Giovanni Pettinelli naît à Venise. Son père a notamment joué au rugby à XV, il commence lui aussi ce sport dans sa ville natale, vers l'âge de treize ou quatorze ans, au sein du Venise Mestre Rugby. Ensuite, il passe deux années dans l'académie fédérale de Mogliano et à nouveau deux ans à l'Académie nationale Ivan Francescato de Parme.
Il est sélectionné avec les équipes d'Italie des moins de 17 et 18 ans, il est notamment capitaine de ces sélections,. En 2016, il est sélectionné avec l'équipe d'Italie des moins de 20 ans à l'occasion du Tournoi des Six Nations des moins de 20 ans 2016, puis pour le Championnat du monde junior la même année.
Côté études, il étudie le droit à l'université de Parme.

### Débuts professionnels (2016-2018)
Giovanni Pettinelli dispute son premier match professionnel lors de la première journée de la saison 2016-2017 du Pro12 avec le Zebre Rugby face aux Ospreys. Par la suite, il joue l'intégralité de la saison avec le Rugby Calvisano en Eccelenza où il dispute dix-huit matches, inscrivant cinq essais, et remporte la compétition.
Lors de la saison suivante, il dispute treize rencontres et inscrit trois essais. Il termine finaliste de l'Eccelenza après avoir perdu en finale contre le Petrarca Padoue.
En juin 2018, il est sélectionné avec l'équipe d'Italie A (en) (équipe réserve) pour disputer la Coupe des nations 2018 où il joue trois rencontres.

### Transfert au Benetton (2018-2021)
Lors de l'été 2018, il rejoint le Benetton Trévise, pensionnaire du Pro14,. Il dispute son premier match avec sa nouvelle équipe en octobre suivant face au SU Agen lors de la deuxième journée du Challenge européen où il est titularisé en troisième ligne aile. La semaine suivante, il fait ses débuts dans le Pro14, en tant que titulaire, contre le Leinster. En février, il inscrit son premier essai avec le Benetton et contribue à la victoire 57 à 7 avec bonus offensif de son équipe face aux Dragons. Pour sa première saison dans le nord de l'Italie, il prend part à seize rencontres, dont onze en tant que titulaire, et inscrit un essai.
Lors de la saison suivante, il fait ses débuts en Coupe d'Europe contre le Leinster en novembre 2019. Durant le mois de janvier suivant, il est sélectionné pour la première fois en équipe d'Italie en amont du Tournoi des Six Nations 2020, mais il ne dispute aucune rencontre. Au total, il dispute seize matchs en étant titularisé neuf fois lors de cette saison.
Pendant la saison 2020-2021, il dispute quinze rencontres, dont sept en tant que titulaire, et inscrit un essai. Il ne participe pas à la Pro14 Rainbow Cup que son équipe remporte en juin 2021.

### Débuts internationaux (Depuis 2021)
En début de saison 2021-2022, il est titulaire avec le Benetton Trévise. Mi-octobre 2021, il est convoqué par Alessandro Troncon avec l'équipe d'Italie A pour disputer une rencontre face à l'Espagne où il est nommé capitaine,. À la même période, il est également sélectionné avec l'équipe d'Italie, il connaît à cette occasion sa première cape internationale face à l'Argentine lorsqu'il remplace Sebastian Negri en seconde période. De nouveau sélectionné, cette fois-ci pour le Tournoi des Six Nations 2022, il dispute ses premières minutes dans la compétition lors de la première journée face à la France en tant que remplaçant. Il dispute les quatre autres journées de la compétition, dont les trois dernières en tant que titulaire et participe notamment à la première victoire italienne, contre le pays de Galles à Cardiff, dans le Tournoi des Six Nations depuis 2015,. Pendant cette saison, il dispute douze rencontres avec son club et inscrit trois essais. Fin mai, il est sélectionné pour la tournée estivale avec l'Italie où il dispute deux rencontres,.
Lors de l'automne 2022, il est sélectionné pour les tests de fin d'année, mais il ne participe à aucune rencontre. Début 2023, Kieran Crowley le convoque pour le Tournoi des Six Nations 2023. Durant la compétition, il dispute quatre des cinq journées, toutes en tant que remplaçant. Au terme de la saison, il a dispute treize rencontres, dont dix titularisations, où il a notamment subi plusieurs petites blessures. En mai 2023, il est sélectionné avec l'Italie dans un groupe de 46 joueurs pour préparer la Coupe du monde 2023.
Trois mois plus tard, il fait partie du groupe final des joueurs sélectionnés pour la compétition. Durant la compétition, il dispute une rencontre, comme remplaçant, mais voit son équipe être éliminée dès la phase de poules.
Durant la saison 2023-2024, il est très peu utilisé par le Benetton Trévise et ne dispute que trois rencontres d'URC. Étant en fin de contrat, il n'est pas prolongé par le Benetton.
De ce fait, à partir de la saison 2024-2025, il s'engage pour le Mogliano Veneto Rugby en Serie A.

## Statistiques

### Statistiques en équipe nationale
Au 25 août 2024, Giovanni Pettinelli compte 15 matchs avec l'équipe d'Italie, dont 4 en tant que titulaire. Il débute en équipe nationale à l'âge de 22 ans le 13 novembre 2021 contre l'Argentine.
Il participe à deux Tournois des Six Nations en 2022 et 2023.
Il participe à une édition de la Coupe du monde en 2023. Il dispute une rencontre en tant que remplaçant.

## Palmarès

### En club
- Vainqueur du Championnat d'Italie en 2017 avec Rugby Calvisano.
- Finaliste du Championnat d'Italie en 2018 avec Rugby Calvisano.
- Vainqueur de la Pro14 Rainbow Cup en 2021 avec le Benetton Trévise.

### En équipe nationale
Néant